# YUBA liga 1980-1981
La YUBA liga 1980-1981 è stata la 37ª edizione del massimo campionato jugoslavo di pallacanestro maschile. La vittoria finale è stata ad appannaggio del Partizan Belgrado.

## Regular season
|     | Squadra                | G  | V  | P  | PF    | PS    | Pt. | Qualificazione |
| --- | ---------------------- | -- | -- | -- | ----- | ----- | --- | -------------- |
| 1.  | Partizan Belgrado      | 22 | 19 | 3  | 2.162 | 1.993 | 38  |                |
| 2.  | Cibona Zagabria        | 22 | 19 | 3  | 2.177 | 1.925 | 38  |                |
| 3.  | Zadar                  | 22 | 14 | 8  | 2.184 | 2.104 | 28  |                |
| 4.  | Šibenka                | 22 | 12 | 10 | 2.035 | 1.972 | 24  |                |
| 5.  | Stella Rossa Belgrado  | 22 | 11 | 11 | 2.159 | 2.129 | 22  |                |
| 6.  | Iskra Olimpija Lubiana | 22 | 10 | 12 | 1.987 | 2.024 | 20  |                |
| 7.  | Bosna Sarajevo         | 22 | 10 | 12 | 2.079 | 1.998 | 20  |                |
| 8.  | Budućnost Titograd     | 22 | 9  | 13 | 1.795 | 1.892 | 18  |                |
| 9.  | Radnički LMK Belgrado  | 22 | 9  | 13 | 1.939 | 2.003 | 18  |                |
| 10. | Rabotnički Skopje      | 22 | 8  | 14 | 1.998 | 2.178 | 16  |                |
| 11. | Jugoplastika Spalato   | 22 | 7  | 15 | 1.939 | 2.102 | 14  | retrocesse     |
| 12. | Kvarner Rijeka         | 22 | 4  | 18 | 1.987 | 2.121 | 8   | retrocesse     |

| YUBA liga 1980-1981         |
| --------------------------- |
| Partizan Belgrado 3º titolo |

## Formazione vincitrice
| N° | Naz.                  | Ruolo | Sportivo            |  | Alt. |  |
| -- | --------------------- | ----- | ------------------- |  | ---- |  |
|    | Jugoslavia (bandiera) | G     | Dragan Kićanović    |  | 191  |  |
|    | Jugoslavia (bandiera) | C     | Boban Petrović      |  | 204  |  |
|    | Jugoslavia (bandiera) | C     | Miodrag Marić       |  |      |  |
|    | Jugoslavia (bandiera) | A     | Arsenije Pešić      |  |      |  |
|    | Jugoslavia (bandiera) | P     | Dragan Todorić      |  | 187  |  |
|    | Jugoslavia (bandiera) | A     | Dušan Kerkez        |  | 194  |  |
|    | Jugoslavia (bandiera) |       | Goran Despotović    |  |      |  |
|    | Jugoslavia (bandiera) | C     | Milan Medić         |  |      |  |
|    | Jugoslavia (bandiera) | C     | Milenko Savović     |  | 210  |  |
|    | Jugoslavia (bandiera) |       | Dragan Milutinović  |  |      |  |
|    | Jugoslavia (bandiera) |       | Nebojša Bukumirović |  |      |  |
|    | Jugoslavia (bandiera) | AP    | Danko Cvjetićanin   |  | 198  |  |
|    | Jugoslavia (bandiera) |       | Dragan Kovačević    |  |      |  |
|    | Jugoslavia (bandiera) | All.  | Borislav Ćorković   |  |      |  |